# Obbolabron
Obbolabron är en vägbro på väg E12 över Österfjärden, nära Umeälvens mynning, som förbinder orterna Obbola och Holmsund söder om Umeå. Den är 979 meter lång och går mellan Obbola och Holmen, en ö i fjärden. Från Holmen fortsätter E12:an på Holmsundsbron som är 402 meter lång till Holmsund. Broarna invigdes 1989. Vid invigningen cyklade förskolebarn från Holmsund över bron. Innan dess skedde transporterna mellan de båda Umeåförorterna med vägfärja, som tog både bilar och passagerare, och som kunde ställas in på grund av is.